# 葛生站

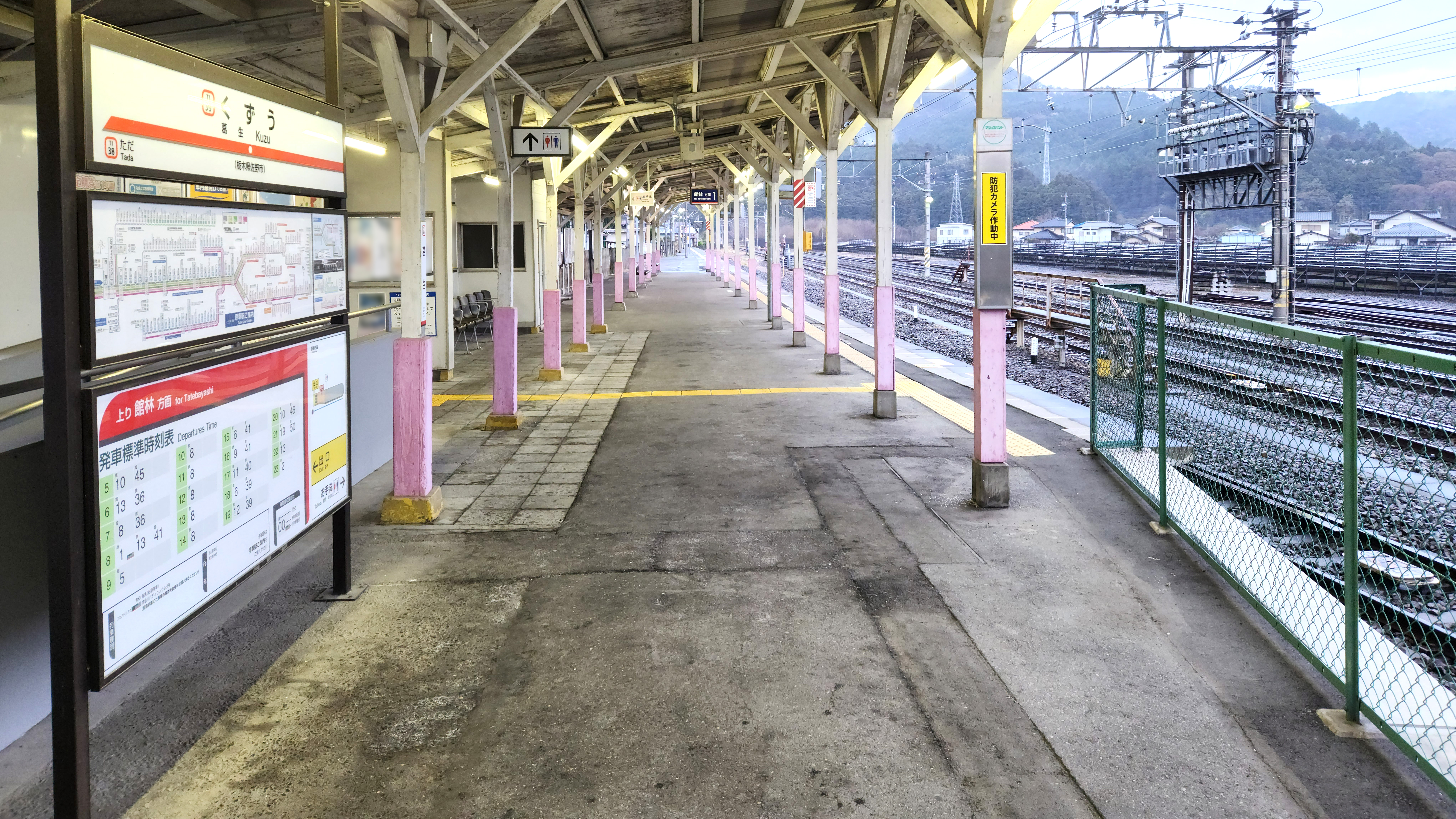
月台（2023年3月）

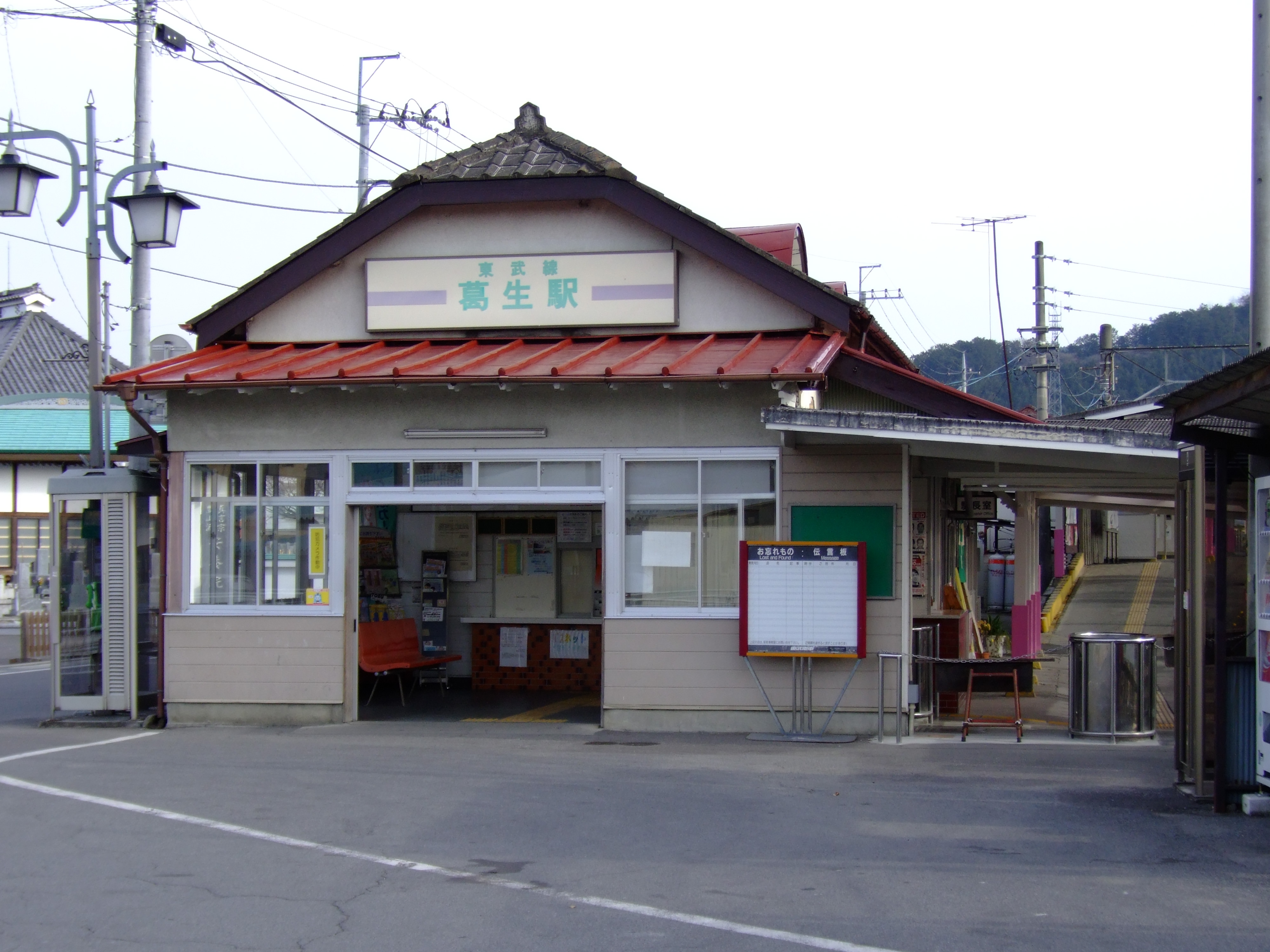
舊站房（2007年1月）

葛生站（日语：／ Kusū eki */?）是位於日本栃木縣佐野市，屬於東武鐵道佐野線的鐵路車站。車站編號TI 39。本站為佐野線的終點站，也是特急「兩毛」部分班次的終點站。此站是有人站，但站員駐在與否視乎時間而定。

## 歷史
- 1889年（明治22年）6月23日 - 佐野線前身的安蘇馬車鐵道（之後更名佐野鐵道）葛生 - 吉水區間通車。
- 1894年（明治27年）3月20日 - 葛生 - （舊）佐野町 - 越名河岸間的鐵路通車。葛生 - 越名河岸間的馬車鐵道廢除。現行的葛生站開業。
- 1912年（明治45年）3月30日 - 東武鐵道合併佐野鐵道，成為佐野線。
- 1986年（昭和61年）10月21日 - 貨物業務廢止。
- 2007年（平成19年）3月18日 - 導入IC卡「PASMO」。
- 2012年（平成24年）3月17日 - 導入車站編號TI 39。
- 2013年（平成25年）7月 - 車站南側的東武鐵道貨運用地架設太陽能板[2]。
- 2014年（平成26年）9月27日 - 新站房啟用。

### 貨運車站
過去東武會澤線、東武大葉線、日鐵礦業羽鶴專用鐵道三條貨物線將石灰、水泥、白雲石等運到此地。水泥在藉由東武伊勢崎線運至業平橋站。廢除貨物運輸後，設備也陸續撤除，留下廣大空地。2013年，改建為「葛生太陽能發電所」。
本站在貨物運輸全盛時期，站員達80名，全部線路達20條，是東武鐵道最大的鐵路總站。該時期曾規劃將本站 - 多田間升格為複線。

## 車站構造
本站是側式月台1面1線的地面車站，另有三條留置線。月台只有剪票口側有頂棚。留置線其中一線為尚未電氣化。夜間到達本站的特急「兩毛」與上行末班車發車後到站的普通列車會停放於留置線。事業用車則會停放在非電氣化留置線。站房位於線路西側，透過斜坡連通月台。站內沒有設置自動驗票閘門，但設有IC卡讀卡機與自動售票機。
| 月台 | 路線   | 目的地   |
| ---- | ------ | -------- |
| 1    | 佐野線 | 館林方向 |

## 使用情況
2017年度一日平均上下車人次為983人。
近年一日平均上下車人次的推移如下表｡
| 年度               | 一日平均上下車人次 |
| ------------------ | ------------------ |
| 1998年（平成10年） | 2,580              |
| 1999年（平成11年） | 2,290              |
| 2000年（平成12年） | 2,159              |
| 2001年（平成13年） | 2,047              |
| 2002年（平成14年） | 1,951              |
| 2003年（平成15年） | 1,793              |
| 2004年（平成16年） | 1,551              |
| 2005年（平成17年） | 1,397              |
| 2006年（平成18年） | 1,385              |
| 2007年（平成19年） | 1,383              |
| 2008年（平成20年） | 1,390              |
| 2009年（平成21年） | 1,320              |
| 2010年（平成22年） | 1,206              |
| 2011年（平成23年） | 1,137              |
| 2012年（平成24年） | 1,135              |
| 2013年（平成25年） | 1,134              |
| 2014年（平成26年） | 1,041              |
| 2015年（平成27年） | 1,028              |
| 2016年（平成28年） | 1,002              |
| 2017年（平成29年） | 983                |

## 車站周邊
- 佐野市役所葛生廳舎
- 佐野市立葛生圖書館
- 葛生郵便局
- 佐野警察署（日语：佐野警察署）葛生交番
- 佐野地區廣域消防組合（日语：佐野地区広域消防組合）葛生分團第22分團1班
- 秋山川（日语：秋山川 (栃木県)）
- 嘉多山公園（日语：嘉多山公園）
- 佐野市立吉澤紀念美術館（日语：佐野市立吉澤記念美術館）
- 葛生傳承館
- 葛生化石館
- 青藍泰斗高等學校（日语：青藍泰斗高等学校）
- 佐野市立葛生小學校
- 佐野市立葛生南小學校
- 國道293號

## 巴士
車站南邊平交道旁有佐野市生活路線巴士（さーのって號）的「葛生站南回轉場」。
- 「生活路線巴士田沼葛生線」 經田沼行政中心、道之驛正中田沼往佐野站

## 關連項目
- 日本鐵路車站列表

## 外部連結
- 葛生（車站資訊） - 東武鐵道